# Цвинтар Бандон-Гілл
Цвинтар Бандон-Гілл (англ. Bandon Hill Cemetery) — міський некрополь у місті Валлінґтон, але територіально знаходиться у боро Саттон Великого Лондона. 

## Розташування
Цвинтар Бандон-Гілл розташований на південному заході Лондона, у боро Саттон. На території цвинтаря знаходиться каплиця, у приміщенні якоїх розташований офіс та невелика похоронна зала. 

## Історія

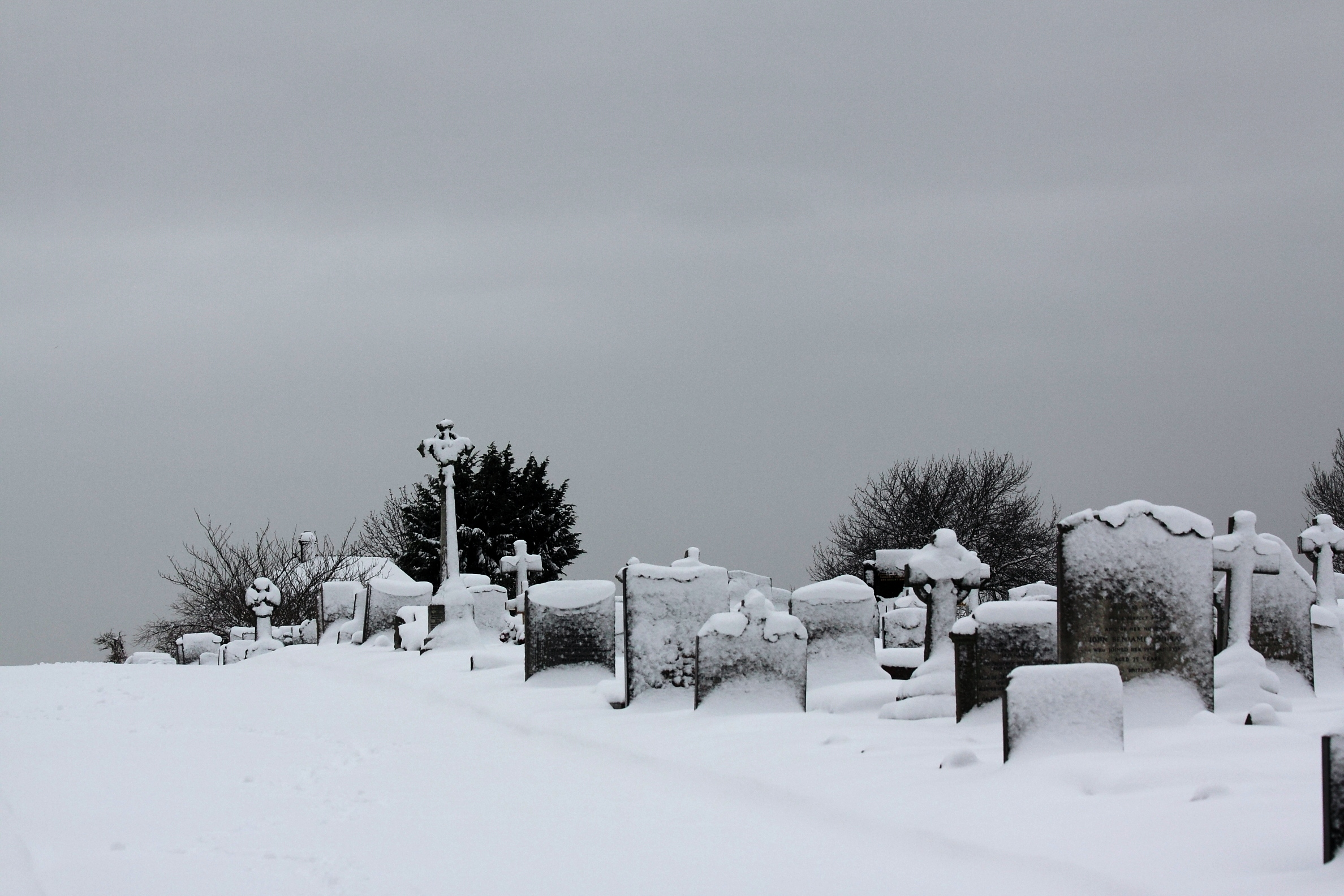
Цвинтар Бандон-Гілл взимку 2010 року

Цвинтар Бандон-Гілл був відкритий 1900 року, а перше поховання на ньому відбулось у цьому ж році 7 березня. 
Після поділу Лондона на боро у 1965 році, цвинтар Бандон-Гілл знаходиться у підпорядкуванні боро Саттон та Кройдон.
З 31 березня 1995 року, за винятком поховання урн в землю, поховання доступні тільки для родинних підпоховань.

## Відомі особи, які поховані на цвинтарі Бандон-Гілл
- Семюел Коулридж-Тейлор — британський композитор, піаніст та диригент креольського походження[2].